# 大塩格之助
大塩 格之助（おおしお かくのすけ、 文化9年（1812年） - 天保8年3月27日〈1837年5月1日〉）は、江戸幕府の幕臣、大坂東町奉行所の与力。名は尚志、字は子行。東町奉行所与力・西田清太夫（青太夫）の実弟。大塩平八郎の養子となって与力職を継ぎ、大塩平八郎の乱にも参加した。
乱の後に出された人相書きによると、「年の頃27歳ばかり、色黒で背は低い、眉毛は濃く、歯は上向きで2本折れている」とある。

## 生涯
文化9年（1812年）、大塩家の隣家で平八郎の継祖母の実家でもある西田家に生まれる。
文政11年（1828年）9月、大塩平八郎の養子となる。
文政13年（1830年）8月16日、平八郎の辞職とともに、格之助に跡番代が命じられる。
天保元年（1831年）、家督を継ぐ。
天保5年（1834年）2月、讃岐の宇多津・坂出と金毘羅周辺で、米問屋や質屋などを打ちこわす騒動が発生。『民賊物語』には、讃岐へ下向して尋問に当たった格之助が、騒動の原因は商人らの買い占めにあり、打ちこわしをした者たちだけを罰するのは釣り合いが取れず、責任は藩の要人にもあると言い放つ。
天保7年（1835年）12月、長男・弓太郎が誕生する。
天保8年（1837年）、平八郎の起こした乱に中心人物の1人として加担する。同年3月27日、平八郎とともに死去。享年27。

## 砲術
城方の玉造口同心・藤重孫三郎の弟子となって中島流の砲術を習得する。孫三郎の子・良左衛門とは相弟子で、良左衛門の子・槌太郎を自宅へ招いて稽古をした。
平八郎は、天保7年（1835年）9月には、格之助に「町打（丁打）」させたいという理由で、高槻藩士の柘植牛兵衛や中西斧次から大筒（大砲）を入手している。
砲術を試みるためとして火薬の製造を始め、格之助の居間付近は平八郎の隠居所とともに火薬製造場に充てられた。
洗心洞門弟たちによる砲術の訓練は格之助を中心に邸内で行われた。

## 大塩平八郎の乱

### 乱の前の動向
平八郎は隠居後も、格之助を通して大坂町奉行の跡部良弼に庶民救済のための進言を繰り返していたが、聞き入れられなかった。
持病を理由に大塩から距離を置き始めた洗心洞門弟で東町奉行所同心の吉見九郎右衛門を格之助たちが見舞に行くと、吉見はそれを計画の露見を恐れた監視と解釈した。
乱の直前に、格之助は妻のみねと子の弓太郎を、平八郎の妻ゆう、養女いくとともに、伊丹郷伊勢町の紙屋幸五郎方に避難させた。

### 乱の勃発
大塩平八郎が蜂起するのに伴って、同僚の町奉行所役人たちとともに格之助も大坂の町に繰り出した。
乱の陣営は先頭に「救民」の旗、天照太神宮・湯武両聖王・八幡大菩薩の幟、二つ引きに丸の内に五三の桐の吹き流しを掲げ、先陣・本陣・後陣に分かれて行軍した。格之助は、左右に大井正一郎と庄司儀左衛門を従えて先陣の先頭に立ち、その後ろに猟師の金助と槍持人足と大筒2挺が続いた。
格之助が率いる部隊が平野橋から高麗橋に向けて北上した際に、大坂西町奉行の堀利堅が率いる手勢と遭遇するが、堀は発砲による轟音に驚いて落馬し、奉行が戦死したと考えた同心たちは逃げ去った。
しかし、乱は鎮圧され、大塩父子と乱の主謀者たちは逃走する。

## 逃亡
衣摺村の熊蔵の証言によると、夕方七ツ時（午後4時ごろ）に天神橋の東八軒屋辺で大塩一行に追いついた時に乱の主謀者の12人がおり、その中に格之助もいた。
一行は河岸にあった小舟に乗り込み、船頭を脅して大川に漕ぎ出させ、その際に着込みや槍などを水中に捨てた。平八郎に逃げるのは自由と告げられ、数名が離脱した後には大塩父子と瀬田済之助、渡辺良左衛門、庄司儀左衛門、白井孝右衛門と杉山三平が残った。百姓である孝右衛門には「身を隠して一命を保て」と諭して別れた後、瀬田と渡辺は自殺、庄司は大塩たちとはぐれて単独で逃走中に捕縛された。
格之助の若党の曽我岩蔵は、格之助から渡された着込み・革草履を摂津国般若寺村の百姓代の伝七に預けようとしたが断られている。
19日には大塩父子を含めた乱の主謀者たちの人相書きが配布され、捕えられないようなら打ち捨てるも可なりと触れられた。

## 最期
格之助と平八郎は、渡辺良左衛門の自殺後、いったん大和路に入るが警戒が厳重だったため河州路に戻り、2月24日に油掛町の美吉屋五郎兵衛宅に潜伏する。
天保8年（1837年）3月27日、五郎兵衛宅の離れ座敷に2人が潜伏しているという情報を掴んだ西町奉行所の与力・内山彦次郎は、下役同心や大坂城代の家来たちを連れて捕縛に向かった。追手が迫ったことを知った平八郎は、離れ屋に火を放ち、脇差を咽喉に突き立てて自害した。
離れ屋に捕方が踏み込んだ際には、平八郎が自害する前に、人がすでに斃れている姿が確認されている。鎮火後の現場には、咽喉を突いた平八郎の死骸とともに、胸を貫かれた格之助の遺体が発見された。格之助は元来反っ歯で、死体は歯をむきだしていたという。
現場周辺で消防人足を引き連れて付近を警戒していた旧天満組の惣年寄・今井克復の証言によると、「自殺の体ではなく、平八郎にでも殺されたかと思うように存じました」とあり、「卑怯卑怯」という平八郎の声がしたという伝説とあわせて、格之助は自殺ではなく平八郎により殺害されたとも考えられている。

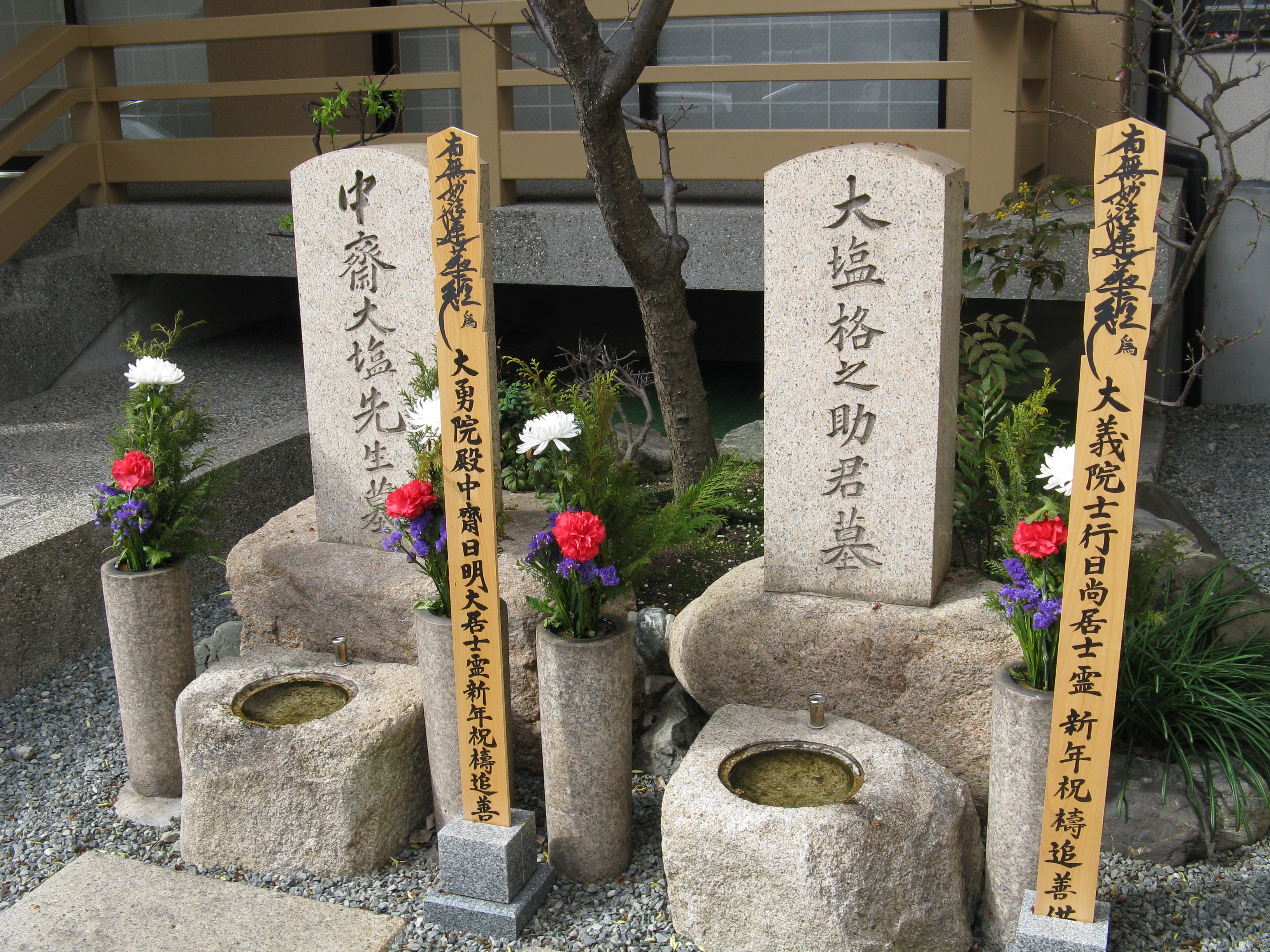
大塩格之助と養父・平八郎の墓

大塩格之助は、養父平八郎を含めた19名とともに、塩詰にされた死骸を三郷で引廻しにされた上、磔の判決を受けた。そして、天保9年（1838年）9月18日、大坂市中の外れにある鳶田の刑場で、平八郎や他の主謀者たちとともに公開処刑された。

## 縁戚
- 大塩平八郎 - 養父。
- 西田八郎右衛門（清之進） - 格之助の実父。東町奉行所与力。
- 西田清太夫 - 格之助の実兄。東町奉行所与力。
- みね - 格之助の妻。文政4年生。乱の後に、平八郎は逃走中の舟中で橋本忠兵衛に、妻ゆう達とともに自殺するように伝えるよう頼み下船させた。忠兵衛はゆうやみね達に、自害するにとの密命を伝えたが、弓太郎やいくの行く末を案じた2人は聞き入れなかった。そのため、「京都で奉公させよう」と忠兵衛は考えて、ゆう達とともに柳馬場六角下ルの宿屋に投宿したが、3月27日に捕縛され、29日に大坂へ移送された[注釈 19][26]。
- 弓太郎 - 格之助の息子。乱の後、永牢を申し付けられる。入牢中、病死[27]。
- 橋本忠兵衛 - みねの実父。摂州東成郡般若寺村庄屋。平八郎とその妾・ゆうの仲立ちをした人物で、平八郎のために金銀の融通もした[28]。

## 妻みねと平八郎
天保9年（1838年）8月に大塩父子に対して出された裁許書や、同年9月に日本橋に掲げられた高札の冒頭には、平八郎が格之助の妻みねと不倫関係にあったと記されており、格之助の子・弓太郎は不義の子と貶められた。
この不倫の話は、乱の直前に自訴した、大坂東町奉行所同心・吉見九郎右衛門の訴状の記載から引用された。
しかし、これは幕権を回復するために、大塩の評判を貶めようとする幕府の方策であると考えられており、大塩平八郎の友人の坂本鉉之助や元・大坂西町奉行の矢部定謙も、これは大坂市中の平八郎の人気を挫くための虚言に過ぎないと断じている。
宮城公子や山内昌之はこの一条は捏造であるとしており、大塩平八郎の研究をした幸田成友も、大塩父子の実の親子以上の情愛を考えあわせても不倫一件は疑わしく、挙兵の件と全く無関係な非行を罪状として挙げるのは、幕府の大いなる失態と考えている。